# Benasque
Benasque (aragónul: Benás, katalánul: Benasc) település Spanyolországban, Huesca tartományban. Benasque Vielha e Mijaran, Montanuy, Castejón de Sos, Sahún, Bagnères-de-Luchon, Saint-Aventin, Castillon-de-Larboust, Cazeaux-de-Larboust, Oô, Loudenvielle, Gistaín és San Juan de Plan községekkel határos. Lakosainak száma 2362 fő (2024).

## Népesség
A település lakosságának változását az alábbi diagram mutatja:
| Lakosok száma | 1591 | 2025 | 2045 | 2200 | 2236 | 2149 | 2047 | 2155 | 2239 | 2362 |
|               | 2001 | 2004 | 2006 | 2009 | 2011 | 2014 | 2016 | 2019 | 2021 | 2024 |